# Zuivelfabriek Lactil

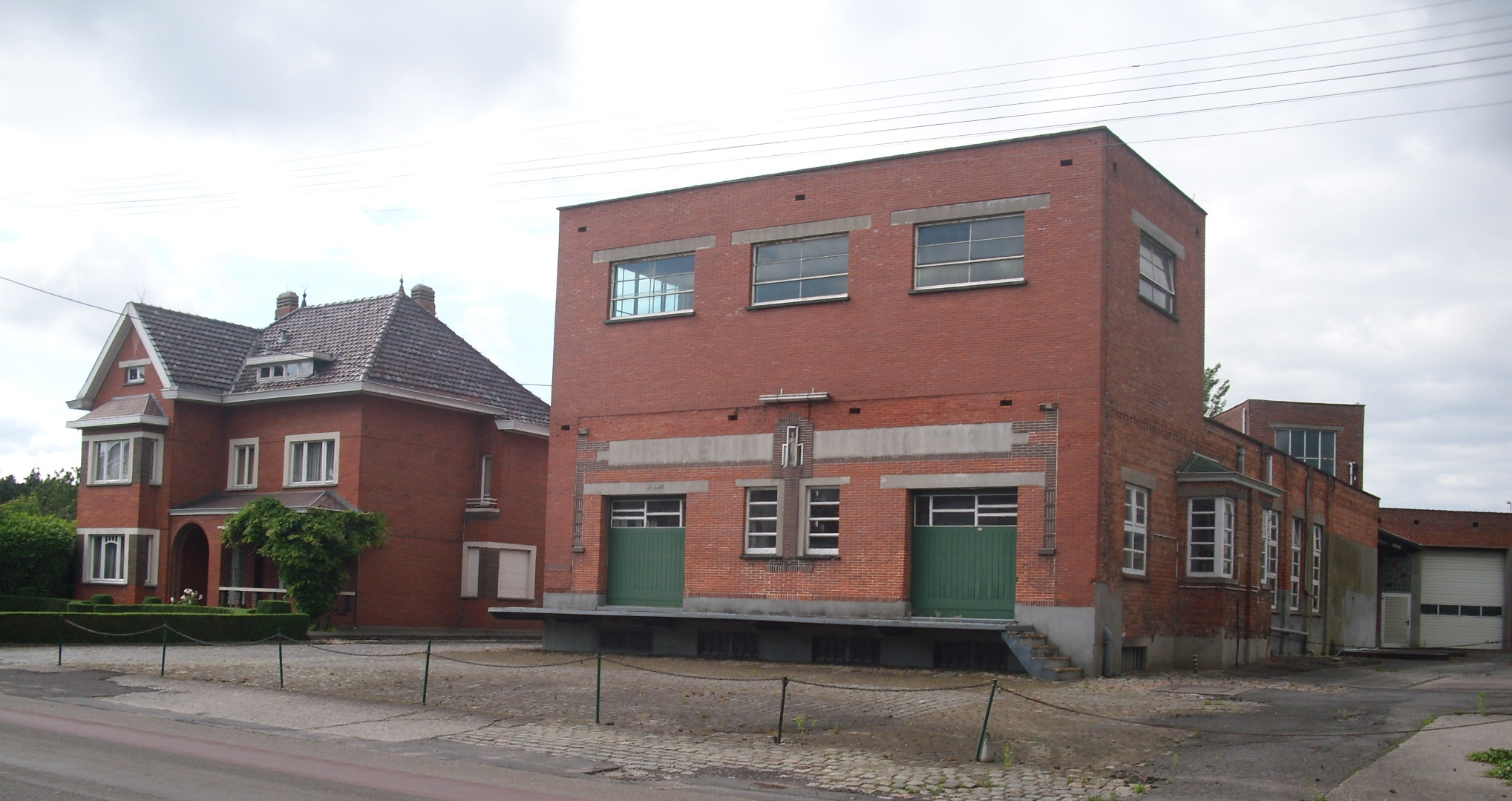
De Zuivelfabriek Lactil met eigenaarswoning.

De stoommelkerij Sint-Jozef, vanaf 1964 zuivelfabriek Lactil genoemd, is een voormalig bedrijf dat zuivel verwerkte in de Belgische stad Tielt. Het werd opgericht door het echtpaar Cyrille Bauwens (1891-1965) en Anna Blomme.

## Twee vestigingen
De eerste uitbating was eerst sinds 1927 gevestigd aan de Vijverstraat in de Tieltse binnenstad. Een deel van het gebouw is daar nog zichtbaar, een puntgevel met daarin de beeltenis van de heilige Jozef. Wegens plaatsgebrek trok men in 1936 naar een nieuw opgerichte vestiging in de Felix D'Hoopstraat. Het echtpaar gaf aan architect René Dedlet de opdracht tot het bouwen van een nieuwe melkerij met woning. Aanvankelijk produceerde men er alleen boter om na de Tweede Wereldoorlog over te schakelen op flessenmelk.
De volgende jaren kwamen er uitbreidingen van productieruimten en burelen en worden er nieuwe producten op de markt gebracht. Vanaf 1955 werd er overgegaan op de fabricatie van melkpoeder voor onder meer krachtvoeders en bereiding van chocolade en consumptie-ijs.
Halfweg de jaren '90 werd de productie gestopt en kwam het marktaandeel terecht in Campina die kort daarvoor eveneens Comelco in Aalter had overgenomen. Heden en na een volgende fusie bekend geworden onder de naam FrieslandCampina. Het was het lot van alle plaatselijke melkerijen in de fusiegolf van de laatste decennia.
Een deel van het machinepark ging naar het De Oude Kaasmakerij in Passendale. De naam stoommelkerij stond voor het feit dat van men van energie voorzag door een stoomketel en -machine.